# Muhàmmad X al-Ahnaf
Muhàmmad X al-Ahnaf (el Coix) fou rei musulmà de la dinastia nassarita de Granada. Era fill d'Uthman, net de Nasr i besnet de Muhàmmad V.
El 1445 Muhàmmad IX l'Esquerrà fou destituït per un cop d'estat i substituït pel seu nebot (fill del seu germà) Muhàmmad X al-Ahnaf (el Coix); el juny de 1445 el seu parent Yússuf V fill d'un tal Ismaïl que no s'ha determinat qui era, amb el suport dels castellans (els Abencerrajes), es va proclamar rei a Montefrío i va rebre el suport de diverses poblacions; Muhàmmad X va atacar als rebels i els seus reforços castellans i es van apoderar del castell de Benzalema (prop de Baza), de Benamaurel i de Huéscar, i van devastar les regions de Huescar, Galera, Castilleja, Los Vélez. Els rebels foren derrotats el 1446 a Montefrío. Muhàmmad X el Coix fou deposat el 1447 i cridat per quarta vegada Muhàmmad IX.